# KRI Nanggala (1980)
KRI Nanggala (402) – indonezyjski okręt podwodny niemieckiego typu 209/1300, zwodowany 6 września 1980 roku w stoczni Howaldtswerke w Kilonii, przyjęty do służby w Marynarce Wojennej Indonezji 21 października 1981 roku. Okręt przejął nazwę od swojego poprzednika RI Nanggala S-02 typu 613 (S-91). Zatonął z całą załogą 21 kwietnia 2021 roku.

## Zamówienie i budowa
W połowie lat 70 XX wieku Indonezja postanowiła zmodernizować swoją flotę podwodną, która dotąd składała się z przestarzałych już okrętów radzieckiego projektu 613. 2 kwietnia 1977 roku Indonezja zamówiła budowę w Niemczech Zachodnich dwóch nowoczesnych okrętów podwodnych 
„Cakra” i „Nanggala” eksportowego typu 209/1300. Umowę zawarto z konsorcjum tworzonym przez koncern Ferrostaal w Essen, stocznię Howaldtswerke (HDW) w Kilonii i biuro projektowe Ingenieurkontor Lübeck, które zaprojektowało okręty.
Stępkę pod budowę drugiej jednostki „Nanggala” położono w stoczni HDW w Kilonii 14 marca 1978 roku, cztery miesiące po pierwszym okręcie, lecz wodowano je tego samego dnia 10 września 1980 roku. Początkowo przewidywano dla okrętu nazwę „Candrasa”. „Nanggala” weszła do służby 6 lipca 1981 roku. Otrzymała numer burtowy 402.

## Opis
Okręty typu 209/1300 mają wyporność nawodną 1306 ton i podwodną 1412 ton. Ich długość wynosi 59,5 m, szerokość 62,2 m, a zanurzenie kadłuba 5,4 m. Głębokość zanurzenia wynosi 240 m. Załoga składa się z 34 osób, w tym 6 oficerów.
Napęd stanowi silnik elektryczny Siemens o mocy ciągłej 4600 KM (3383 kW), poruszający pojedynczą śrubę. Prąd generują cztery silniki wysokoprężne MTU 12V 493 AZ80 GA31L o mocy ciągłej 2400 KM (1765 kW), sprzężone z czterema alternatorami Siemens o mocy 1700 kW. Napęd zapewnia prędkość maksymalną 11 węzłów na powierzchni, a 21,5 węzła pod wodą.
Uzbrojenie stanowi osiem wyrzutni torpedowych kalibru 533 mm na dziobie, z zapasem 14 torped AEG SUT Mod. 0, naprowadzanych przewodowo w trybie aktywnego poszukiwania celu lub pasywnego. Torpedy mają zasięg do 12 km (6,5 Mm) z prędkością 35 węzłów lub 28 km (15 Mm) z prędkością 23 węzłów, a ich głowica bojowa ma masę 250 kg.

## Służba
Okręt przeszedł remont średni w 1989 roku w macierzystej stoczni Howaldtswerke. Kolejny remont wraz z wymianą baterii akumulatorów miał miejsce od października 1997 do połowy 1999 roku. Następna gruntowa modernizacja okrętu odbyła się w latach 2010-2012 w koreańskiej stoczni 
DSME. Remont kosztował 63,7 miliona dolarów, modernizacja objęła uzbrojenie, sonar, radar, systemy dowodzenia i kontroli oraz układy napędowe. Po remoncie okręt był w stanie wystrzelić cztery torpedy jednocześnie do czterech różnych celów a także wystrzelić pociski przeciw okrętom, takie jak Exocet lub Harpoon. Bezpieczna głębokość zanurzenia została zwiększona do 257 metrów, a maksymalna prędkość podwodna zwiększona z 21,5 do 25 węzłów.
Okręt zaginął na Morzu Baliskim rano 21 kwietnia 2021 roku, podczas ćwiczebnego strzelania torpedowego ok. 50 mil morskich na północ od Bali, koło wysp Kangean, w związku z czym wszczęto międzynarodową operację poszukiwawczo-ratowniczą. 25 kwietnia odnaleziono wrak, który rozpadł się na trzy części. Wrak okrętu znaleziono na głębokości 838 metrów. Zginęły wszystkie 53 osoby na pokładzie jednostki, w tym 50 marynarzy, z dowódcą sił podwodnych 2 Floty pułkownikiem Harry Setyawanem, oraz trzech cywilnych techników. Obecność osób przewyższających znacznie 34-osobową etatową załogę, w tym techników, świadczyła zdaniem komentatorów o treningowo-egzaminacyjnym charakterze rejsu. Przyczyny zatonięcia nie są jeszcze znane. Ocenia się, że mimo remontu kapitalnego przeprowadzonego w 2012 roku, na utratę okrętu mogły mieć wpływ oszczędności eksploatacyjne, w tym zaniechanie późniejszych zalecanych co sześć lat przeglądów stoczniowych.